# Марі Гольдшмідт
Марі Гольдшмідт (фр. Marie Goldschmidt; 1890—1917;) — французька аеронавтка, перша в світі жінка, яка взяла участь в офіційних перегонах на повітряних кулях (перегони за 8-ий Кубок Гордона Беннета організовані за підтримки FAI). В 1913 році, разом з французьким аеронавтом  Рене Румпельмаєром, встановила світовий рекорд за відстанню польоту, пролетівши понад 2400 км із французького замку Сент-Клу до маленького села Вільча у Харківській області в Україні .

## Життя і кар'єра

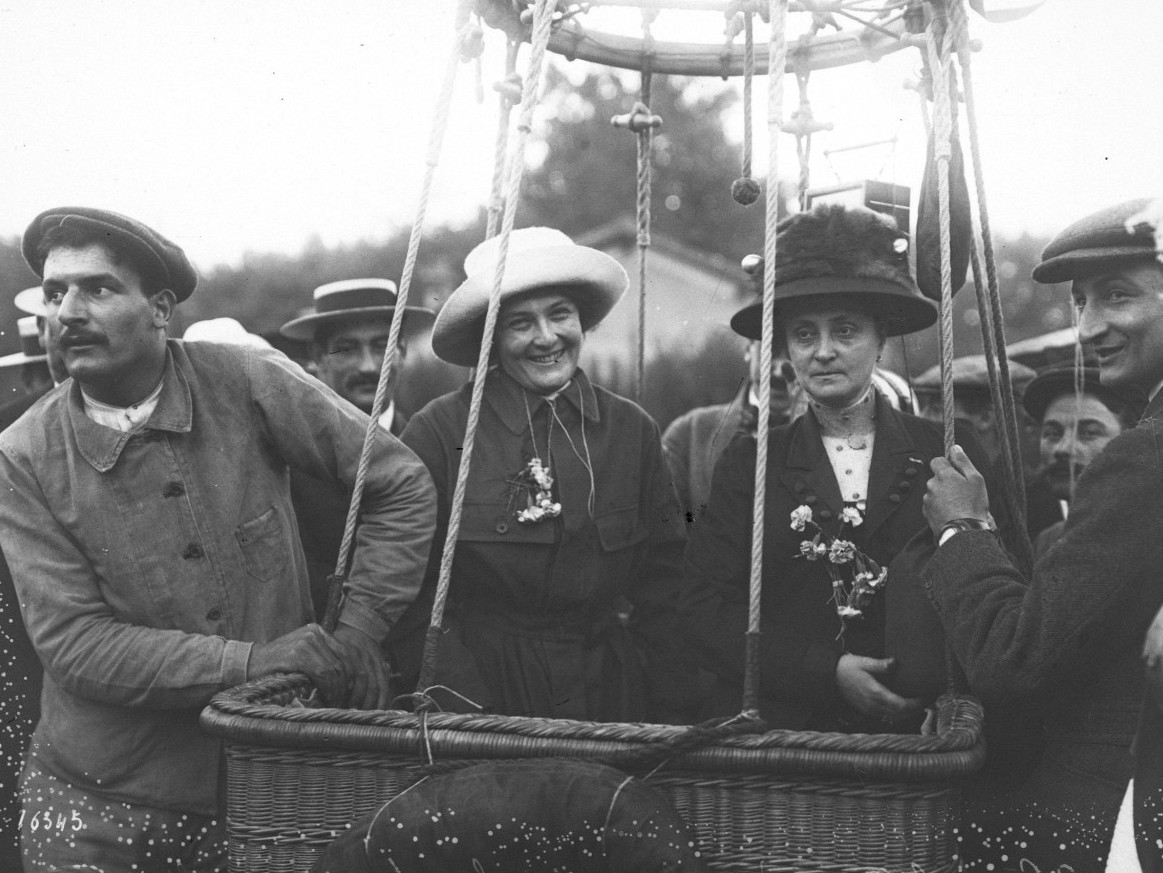
Марі Сюркуф (праворуч) і Марі Гольдшмідт (ліворуч) перед польотом на повітряній кулі у вересні 1911 року

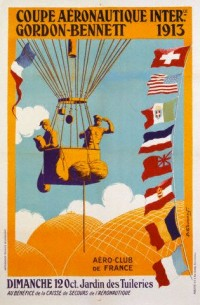
Офіційний рекламний плакат 8-го «Кубку Гордона Беннета» на яких Марі Гольдшмідт, стала першою жінкою в світі, яка взяла участь в авіаційних перегонах на повітряних кулях (жовтень 1913 року)

Марі Гольдшмідт народилася в 1890 році і отримала ім'я Marie Kann. Про її батьків, дитинство і місце народження майже нічого невідомо. Вийшовши заміж за чоловіка з ім'ям Густаво Гольдшмідт, Марі стала називати себе «Мадам Густав Гольдшмідт» і часто використовувала це ім'я під час офіційної реєстрації на перегонах та в спілкуванні з пресою.
Вперше, про Марі Гольдшмідт французька преса написала у 1911 році, описуючи її польоти на повітряній кулі з іншою відомою француженкою Марі Сюркуф, яка була засновницею і президентом жіночого авіаційного клубу «La Stella» . У тому ж 1911 році Марі здійснила декілька польотів з Беатріс де Рейк - першою голландкою, яка отримала посвідчення пілота-авіатора .

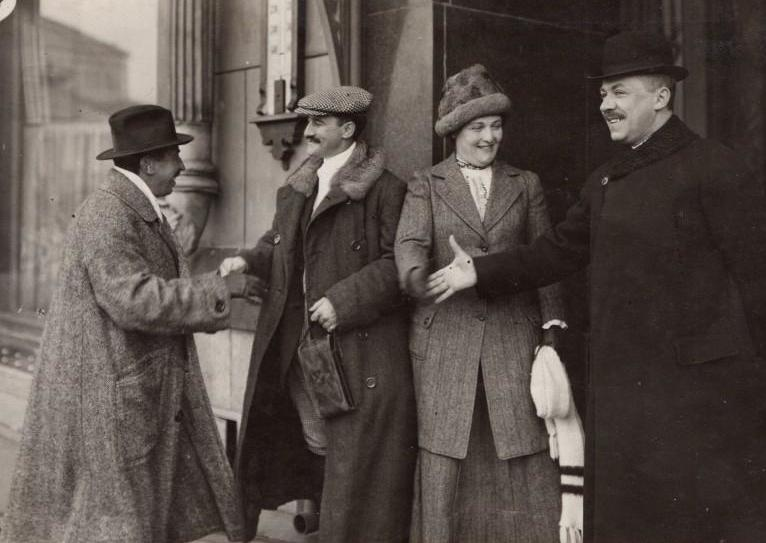
Рене Румпельмаєр і Марі Гольдшмідт на урочистій зустрічі одразу після їхнього рекордного польоту на відстань понад 2400 км з французького замку Сент-Клу до маленького села Вільча у Харківській області, Україна (21 березня 1913 року)

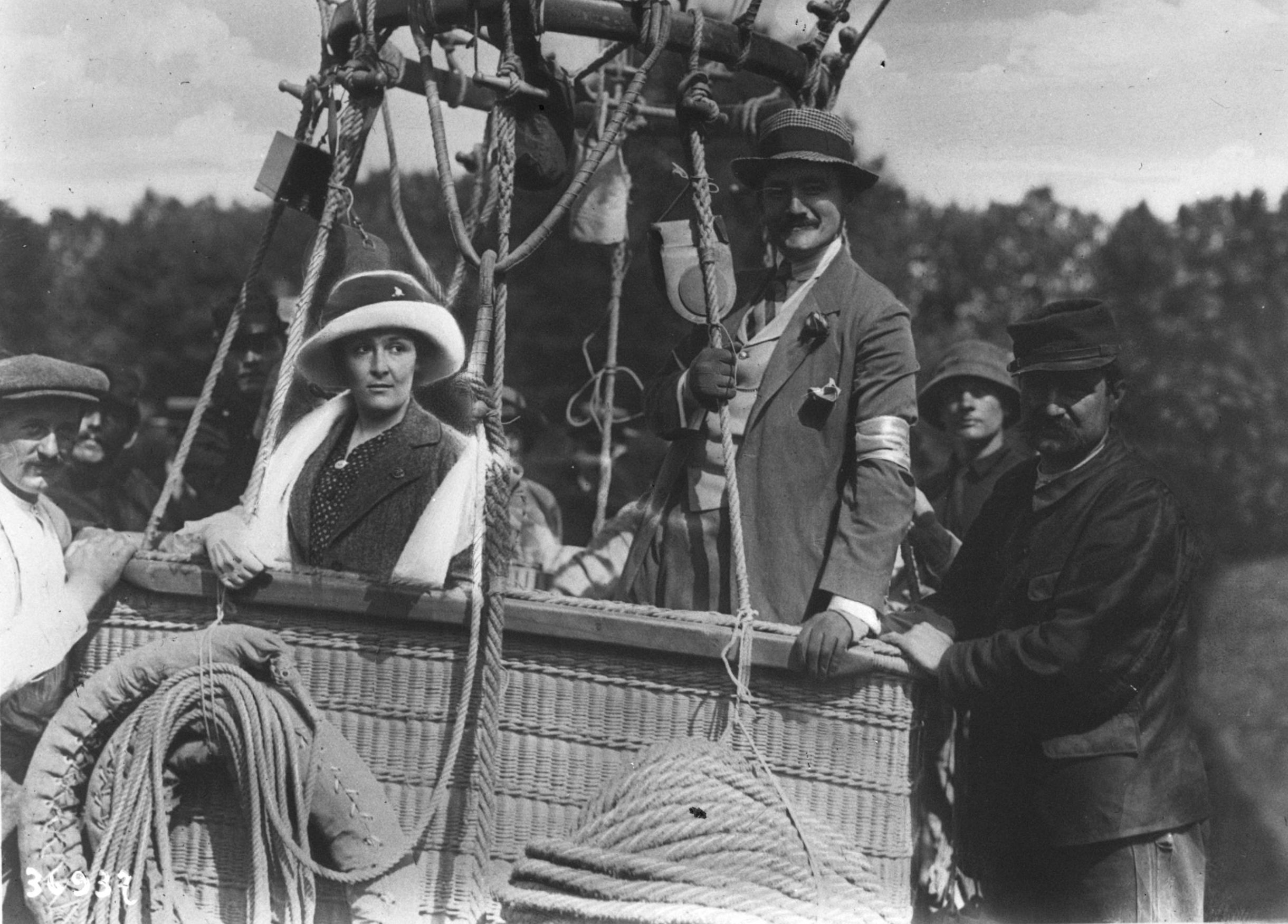
Рене Румпельмаєр і Марі Гольдшмідт в корзині повітряної кулі «Stella IV», 1914 рік

Найбільш відомою у Франції та Європі, Марі Гольдшмідт стала в березні 1913 року, коли здійснила рекордний політ разом з французьким аеронавтом Рене Румпельмаєром. Злетівши 19 березня 1913 року біля французького замку Сент-Клу, повітряна куля з Марі і Рене Румпельмаєром в корзині, здійснила 41-годинний політ над всією Європою і 21 березня 1913 року успішно приземлилась біля невеликого села Вільча, за 65 км від міста Харків в Україні (в ті часи ця територія була частиною Російської імперії) . Після успішного приземлення Марі і Рене були гостями в Роберта Фульди та Стефана Осовецького зі спортивного клубу «Московського імператорського товариства повітроплавання» .
В жовтні 1913 року Марі Гольдшмідт стала першою в світі жінкою, яка взяла участь в офіційних перегонах на повітряних кулях. Вона, разом з Рене Румпельмаєром, змагалась за 8-ий Кубок Гордона Беннета і пролетівши 437 км зайняла в перегонах офіційне шосте місце  . Міжнародна авіаційна федерація (FAI) визнає Марі Гольдшмідт як першу жінку, яка брала участь в авіаційних змаганнях, а її рекорди встановлені на «Кубку Гордона Беннета» змогли побити лише в 1983 році, коли участь в перегонах взяла голландка Ніні Бушман .
З початком Першої світової війни Марі Гольдшмідт припинила здійснювати свої польоти на повітряних кулях. Вона стала медсестрою і трагічно загинула в 1917 році, незадовго до закінчення війни .